# Тутунов, Сергей Андреевич (художник)
Сергей Андреевич Тутунов (1925—1998) — советский и российский художник, член Союза художников СССР.

## Биография
Родился 30 октября 1925 года в Москве в семье Андрея Васильевича Тутунова (армянского происхождения) и его жены Елизаветы Николаевны Тутуновой (урождённой Сахаровой).
В конце 1930-х годов поступил вместе с братом Андреем в Московскую среднюю художественную школу (МСХШ, ныне Московский академический художественный лицей), где обучался сначала на скульптурном отделении, а затем — на отделении живописи. В годы Великой Отечественной войны продолжил учиться в эвакуации в Башкирии, в 1943 году школа вернулась в Москву. В 1945 году Тутунов поступил в Суриковский институт, который окончил в 1951 году. 
В 1953 году стал членом Союза художников СССР. Был участником многих выставок. В 1988 году прошла его персональная выставка в Москве.
Умер 12 октября 1998 года в Москве, похоронен на Ваганьковском кладбище.
Картины Сергея Андреевича Тутунова находятся в Государственной Третьяковской галерее, в Русском музее Киева, в других музеях России и стран ближнего зарубежья, а также в частных собраниях Германии, Японии, США, Франции.

### Семья
- Брат — Андрей Тутунов[3] (род. 1928) — художник, Народный художник РСФСР. Является членом Российской Академии Художников (РАХ) с 2001 года. Присвоен статус Народного Художника РФ (2004).
- Сын — Андрей Тутунов (род. 1956).
  - Внук — Тутунов, Сергей Андреевич (род. 1978) — епископ Русской православной церкви.
- Сын — Сергей Тутунов[4] (род. 1958) — художник, живёт и работает во Франции[5].
- Сын  — Виктор Тутунов  — врач-кардиолог к.м.н.